# Taras Borowez

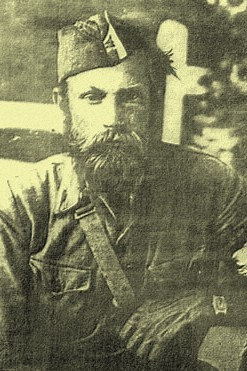
Taras Borowez 1941

Taras Dmytrowytsch Borowez (ukrainisch Тара́с Дми́трович Борове́ць, genannt Taras Bulba/Тарас Бульба oder Taras Borowez-Bulba; * 25. Februarjul. / 9. März 1908greg. in Bystrytschi, Gouvernement Wolhynien, Russisches Kaiserreich (heute im Rajon Beresne der ukrainischen Oblast Riwne); † 15. Mai 1981 in Toronto, Kanada) war ein ukrainischer Widerstandskämpfer im Zweiten Weltkrieg.

## Leben
Während der Zugehörigkeit der Westukraine zur Zweiten Polnischen Republik war Borowez auf Grund seiner ukrainisch-nationalen Gesinnung jahrelang im Internierungslager Bereza Kartuska  inhaftiert. Nach der sowjetischen Besetzung Ostpolens wurde Taras Borowez Begründer und militärischer Führer der Polesischen Sitsch (ukrainisch Поліська Січ/Poliska Sitsch), ab Dezember 1941 umbenannt in Ukrainische Aufständische Armee Bulba-Borowez und ab dem 20. Juli 1943 in Ukrainische revolutionäre Volksarmee. Der am 20. Juni 1940 auf Anweisung von Andrij Liwyzkyj, dem Präsidenten der Ukrainischen Volksrepublik im Exil, gegründete militärische Verband bekämpfte die Rote Armee im Zweiten Weltkrieg.
Taras Borowez verweigerte sowohl die deutschen Forderungen, seine Truppen bei Massakern an Juden einzusetzen, als auch die Vereinigung mit der Organisation Ukrainischer Nationalisten unter Stepan Bandera.
Ende 1943 wurde er von den Deutschen verhaftet und bis zum Kriegsende im KZ Sachsenhausen inhaftiert.
Nach dem Krieg lebte er zunächst in der Bundesrepublik Deutschland und wanderte dann in die Vereinigten Staaten aus. 1948 ging er nach Kanada ins Exil. Er starb in Toronto und wurde auf dem St.-Andrew-Friedhof in South Bound Brook, New Jersey begraben.
Borowez ist der Autor seiner Memoiren „Die Armee ohne Staat, Ruhm und Tragödie des ukrainischen Aufstandes“.